# Hermannia gariepina
Hermannia gariepina är en malvaväxtart som beskrevs av Christian Friedrich Frederik Ecklon och Zeyh.. Hermannia gariepina ingår i släktet Hermannia och familjen malvaväxter. Inga underarter finns listade i Catalogue of Life.